# Russula aeruginea
Russula aeruginea Fr., Monographia Hymenomycetum Sueciae (Upsaliae) 2: 198 (1863).
La Russula aeruginea è una specie di montagna, che cresce su suolo acido, sotto alberi di abete rosso (Picea abies) o di betulla.

## Descrizione della specie
Cappello 
5-15 cm di diametro,  prima convesso, poi spianato-depresso, sodo in gioventù, fragile a maturità, verde, carnoso.
cuticolaviscida e brillante con tempo umido, separabile sino a metà, colore verderame, ma si possono trovare degli esemplari grigio-verde, verde-ocra, spesso scoloriti al centro del cappello.
 Lamelle 
Molto fitte, quasi decorrenti o sinuate, colore avorio, con macchie d'ocra negli esemplari maturi, fragili, con poche lamellule.
 Gambo 
4-7 x 1-2 cm, cilindrico, robusto, pieno, sodo, ma presto spugnoso, biancastro, in qualche esemplare macchiato d'ocra a partire dalla base.
 Carne 
Biancastra con tendenza ad ingrigire.
- Odore: gradevole.
- Sapore: dolce, leggermente acre e pepato nelle lamelle, che si attenua dopo la raccolta.

 Spore 
7-10 x 5-7 µm, ellissoidali, bianco crema in massa, finemente verrucose.

## Habitat
Specie piuttosto diffusa e comune nei boschi di conifere e anche di latifoglie, dove si sviluppa di preferenza sotto le betulle. Dalla pianura alla montagna. Cresce in estate-autunno.

## Commestibilità
Buona, previa cottura; leggermente tossico da crudo.

## Etimologia
Dal latino aerugineus = dal colore verderame.

## Sinonimi e binomi obsoleti
- Russula graminicolor sensu auct.; fide Checklist of Basidiomycota of Great Britain and Ireland (2005)

- Wikimedia Commons contiene immagini o altri file su Russula aeruginea
- Wikispecies contiene informazioni su Russula aeruginea